# ビバ・イル・チクリッシモ!
『ビバ・イル・チクリッシモ!』は、マガジンハウスが発行する自転車をテーマにした大友克洋と寺田克也による2冊組のコラム集、画集。2008年9月10日発売。限定版は特典として、寺田克也による描き下ろしイラスト入りのサコッシュ（自転車レース用補給袋）が付いている。イラスト点数280点、フルカラーの新作50点、エッセイ15万字。

## 収録作品

### ジロ・デ・イタリア2007
- 大友克洋と寺田克也による描き下ろしのジロ・デ・イタリア 2007の観戦画集、エッセイ。両A面仕様となっている。

### 「カーボンハート」「おしゃれハンドル」
- 大友克洋、寺田克也、北久保弘之によって結成された自転車チーム『クラブ・パンターニ』によって計8年間に渡り連載されたコラムをまとめて1冊にしたもの。

カーボンハート
- 『電撃Animation Magazine』（メディアワークス）に1999年から2001年まで連載された自転車をテーマにしたイラスト付きコラム。本書にはモノクロ印刷で収録されている。

おしゃれハンドル
- 『モノ・マガジン』（ワールドフォトプレス）に2001年から2006年まで連載された自転車をテーマにしたイラスト付きコラム。こちらは本書にはカラー印刷で収録されている。ゲストとして参加したりんたろう、小原秀一、黒田硫黄、高坂希太郎、樋口真嗣によるイラスト付きコラムも収録されている。

## 書籍情報
- 大友克洋×寺田克也『ビバ・イル・チクリッシモ!』（2008年9月10日発売）ISBN 978-4-8387-1894-8